# 悪魔はそこに居る
『悪魔はそこに居る』（あくまはそこにいる）は、清水セイカによる小説およびそれを原作とする漫画作品。小説投稿サイト「エブリスタ」にて、2019年12月26日から2020年7月15日まで連載された。マンガ配信サイト「めちゃコミック」内のめちゃコミックオリジナルにてでじおとでじこレッドの作画によりコミカライズされ、2021年8月6日から12月24日まで連載された。
2023年2月より、動画配信サービス「Paravi」にてオリジナルドラマが配信された。

## 登場人物

### 主要人物
今西詩（いまにし うた）
フリーライターを志す居酒屋のアルバイト店員。26歳。
九条美園（くじょう みその）
詩と同居する彼女の従姉妹。26歳。
新谷貴人(しんたに たかと)
美園の彼氏。数か月前に別れた詩の元彼。
伊崎紘(いさき ひろ)
詩のバイト仲間で彼氏。

## 配信ドラマ
2023年2月9日の19時から、動画配信サービス「Paravi」にて配信中。主演は吉谷彩子と石井杏奈。

### キャスト

#### 主要人物
今西詩（いまにし うた）〈27〉
演 - 吉谷彩子
アルバイトを掛け持ちするWebマガジンのフリーライター。
九条美園（くじょう みその）
演 - 石井杏奈
詩と同居する彼女の従姉妹。シェアオフィスの受付嬢。
新谷貴人
演 - 和田雅成
美園の彼氏。商社マン。数か月前に別れた詩の元彼。
伊崎紘
演 - 上杉柊平
詩のバイト仲間。

#### その他
田所徹次
演 - 阿部亮平
詩と紘のバイト先である焼き鳥屋の店主。
片瀬由美
演 - 清水麻璃亜
詩と紘のバイト先での同僚。
本橋加奈
演 - 高嶋菜七
詩と紘のバイト先での同僚。

#### ゲスト

##### 最終話
彩子
演 - 春木みさよ
伊崎の母。父が危篤であると、伊崎に連絡する。
夕子
演 - 高橋かおり
詩の母。いとこの美園のことばかりかわいがっていた。

### スタッフ
- 原作 - 清水セイカ／でじおとでじこレッド『悪魔はそこに居る』（エブリスタ／めちゃコミックオリジナル）[8]
- 脚本 - 武井彩[8]
- 音楽 - 出羽良彰、饗庭純、Outis、Ethan Augustin、FATCAT[9]
- 演出 - 菊川誠（共同テレビ）[8]、本間美由紀（共同テレビ）[8]
- プロデュース - 宮崎陽央（Paravi）、滝山直史（Paravi）、森安彩（共同テレビ）[8]
- 制作 - 共同テレビ
- 製作著作 - Paravi

### 配信日程
| 各話   | 配信日  | 演出       |
| ------ | ------- | ---------- |
| 第1話  | 2月09日 | 菊川誠     |
| 第2話  | 2月09日 | 菊川誠     |
| 第3話  | 2月16日 | 菊川誠     |
| 第4話  | 2月23日 | 菊川誠     |
| 第5話  | 3月02日 | 菊川誠     |
| 第6話  | 3月09日 | 本間美由紀 |
| 第7話  | 3月16日 | 本間美由紀 |
| 第8話  | 3月23日 | 菊川誠     |
| 最終話 | 3月30日 | 菊川誠     |

## ボイスコミック
2023年7月5日から7月13日にかけて、めちゃコミックのYouTube上の公式チャンネル「こみっちゃ! by めちゃコミック」にて、試し読みを目的としたボイスコミックが配信開始された
キャスト
- 今西 詩 - 北元杏奈
- 九条 美園 - 堀川かえで
- 伊崎 紘 - 星乃圭吾
- 新谷 貴人 - 岳川航大